# Rodillo negro

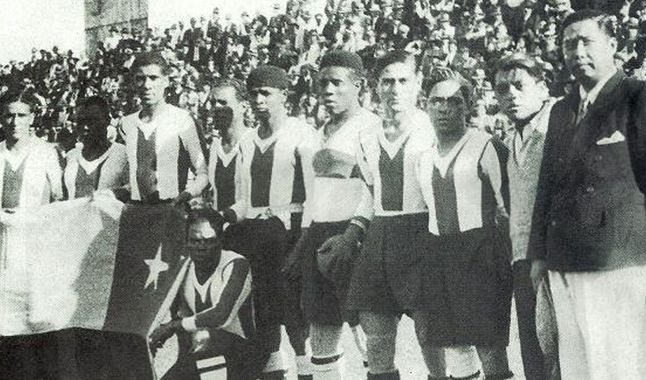
Fotografía tomada en el Campo de Ñuñoa en la previa del partido entre Magallanes y Alianza Lima. Sosteniendo la bandera chilena se encuentran Lolo Fernández, José María Lavalle y Alejandro Villanueva. Del lado derecho de la foto y en condición de director técnico, Jorge Koo Choi.

Rodillo negro es el apelativo que reciben distintas delanteras de equipos exitosos que el club de fútbol peruano Alianza Lima ha tenido a lo largo de su historia. Se les denomina rodillo por lo aplanadora y goleadora que era la delantera, como si fuesen un rodillo aplastante que pasaba por encima de cualquier rival que se le pusiera en frente; negro, por el color de piel de la mayoría —si no todos— los integrantes de la misma. Este apodo, si bien se creó para el equipo íntimo tras una gira por Chile en 1935, es utilizado para nombrar hasta tres delanteras del club, y ha llegado a internacionalizarse para nombrar a integrantes de otros equipos de América. 

## Historia
Esta sección trata sobre la historia de los distintos equipos denominados así en Alianza Lima. Para la historia del club véase Historia del Club Alianza Lima

### Antecedentes: Dominio local y primera gira

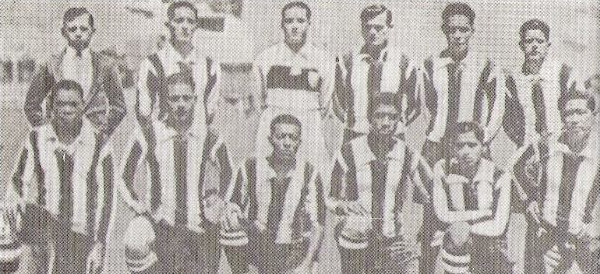
Aliancistas en su primera gira internacional. De izquierda a derecha, se encuentran de pie: Bulnes (con terno), Saldarriaga (refuerzo del Chalaco), Segalá (arquero), Parravicini (refuerzo del Circolo), J. García y Soria; hincados: Lavalle, F. García, Montellanos, Villanueva, D. Neyra y Sarmiento.

En los primeros años del club obtuvo dos veces el segundo lugar en 1914 y 1917 en el torneo local, pero en su séptima temporada en la Primera División del Perú, en 1918, consiguió su primer título, que a la postre sería un bicampeonato. Tras una para de 4 años por desacuerdo administrativo entre los distintos equipos que querían disputar el torneo, se volvió por fin a jugar en 1926; en este campeonato obtuvo el subcampeonato. En medio del amateurismo de la Primera División en ese entonces, se pudo ver un atisbo de mejora en la organización de cara a la edición de 1927: en 1926 los equipos terminaron el campeonato habiendo jugado un distinto número de partidos –el campeón fue el que más jugó, 6 partidos–, habiendo equipos con apenas 2 partidos disputados. 
Para el año siguiente ese tema no se repitió y los equipos terminaban las fechas con la misma cantidad de encuentros disputados. En el campeonato de 1927, el club se coronó campeón de Primera División en un torneo que, al igual que aquel de 1926, se suspendió, aunque con todos los equipos con un número parejo de partidos disputados: solo uno jugó 4, mientras que el resto jugó 3 para el momento en que se dio la suspensión. Aquel año estuvo marcado no solo por el debut de Alejandro Villanueva con Alianza, sino también por su enfrentamiento con el Real Madrid hacia el mes de agosto: con 3 refuerzos –Carlos Moscoso del Ciclista Lima, Romeo Parravicini y Antonio Maquilón del Circolo Sportivo Italiano–, el equipo íntimo empató con el entonces campeón de su torneo en España. De hecho, este no fue el único amistoso internacional que disputó el equipo íntimo.

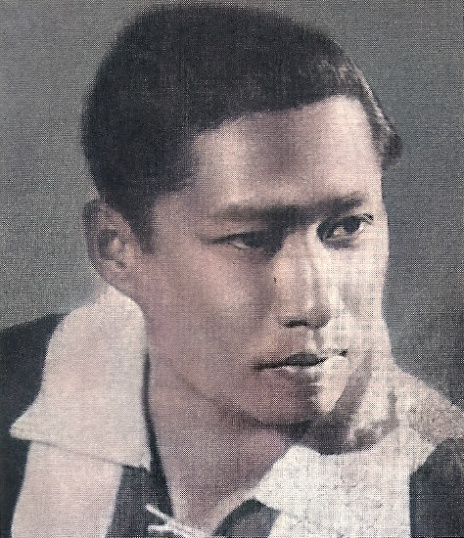
Jorge Koo Choi Sarmiento, puntero izquierdo del equipo, fue el goleador aliancista en la primera gira de la historia del club: anotó 14 goles.

Hacia el final del año 1927, se dio a conocer la noticia de que dos clubes costarricenses (La Libertad y Sport Herediano) querían jugar con el Alianza Lima, campeón de dicho año, por lo que invitaron a jugar en su país. El club accedió y se reforzó con tres jugadores destacados del torneo local: en el caso de ésta, la primera gira aliancista, el club fue reforzado por Alfonso Saldarriaga, proveniente de su máximo rival, Atlético Chalaco, y los provenientes del Circolo Sportivo Italiano: Romeo Parravicini y Jorge Pardón. El 19 de diciembre de 1927, el primer equipo del club partió hacia Costa Rica en el —en ese entonces— moderno vapor Orazio, iniciando así una gira por varios países de América del Centro y del Norte: aparte de Costa Rica, el equipo íntimo paseó su fútbol por México y Cuba. Debieron haber partido un día después, el 20 de diciembre, tal como estaba programado, pero el barco salió de emergencia aquel 19. Tras un trayecto accidentado por derrumbes naturales en las costas del océano Atlántico, los aliancistas llegaron a Costa Rica el 30 de diciembre. 
Allí, consiguieron varios triunfos y goleadas, entre los cuales destacan la victoria del 8 de enero de 1928 a La Libertad por 2-0, y las goleadas por 8-1 que le propinó a Asturias en febrero y a Herediano en abril; tras esta última, la Federación Costarricense de fútbol suspendió las giras de fútbol por un año. La gira fue tan exitosa en materia de estilo de juego y resultados que no solo fueron invitados por la FPF en medio de la gira para ir a representar al Perú a África y Asia -invitación que los íntimos rechazaron, lo que sería uno de los interminables roces entre la FPF y Alianza Lima-, sino que también es recordada hasta la fecha como uno de los mejores desempeños internacionales de un equipo en la historia del fútbol peruano.
De regreso al Perú, el 9 de mayo de 1928, la institución se ubicó en un bloque de la tercera cuadra de la Avenida Manco Cápac en el distrito de La Victoria, de donde nunca más salió y con el cual logró una gran identificación. En la década del 20 el equipo aliancista pudo obtener otro bicampeonato (1927-1928). En cuanto al dominio del torneo local, en el período entre suspensiones (1926-1935), Alianza salió del podio solamente 2 veces: cuando el torneo fue suspendido con irregularidades en los partidos disputados (1926) y cuando fue desafiliado por no prestar a sus jugadores a la selección (1929). Consiguió en total 5 títulos en ese período, en el cual perdió solamente 4 partidos oficiales, consiguiendo una seguidilla de títulos de manera invicta, no solo por su férrea defensa y su temperamental mediocampo (Filomeno y Domingo García junto a Julio Quintana), sino además y sobre todo, por su espectacular delantera.

## Récords
El Rodillo Negro de Alianza Lima permaneció invicto en el Perú durante veintiocho encuentros oficiales desde el 26 de abril de 1931 hasta el 29 de septiembre de 1934.
| Fecha      | Ciudad |              |  | Partido |  |                               | Competición                          |
| ---------- | ------ | ------------ |  | ------- |  | ----------------------------- | ------------------------------------ |
| 26-04-1931 | Lima   | Alianza Lima |  | 6:1     |  | Alianza Frigorífico           | Campeonato Peruano de Fútbol de 1931 |
| 03-05-1931 | Lima   | Alianza Lima |  | 5:1     |  | Lawn Tennis                   | Campeonato Peruano de Fútbol de 1931 |
| 10-05-1931 | Lima   | Alianza Lima |  | 5:0     |  | Sportivo Tarapacá Ferrocarril | Campeonato Peruano de Fútbol de 1931 |
| 17-05-1931 | Lima   | Alianza Lima |  | 2:0     |  | Hidroaviación                 | Campeonato Peruano de Fútbol de 1931 |
| 24-05-1931 | Lima   | Alianza Lima |  | 10:0    |  | Circolo Sportivo Italiano     | Campeonato Peruano de Fútbol de 1931 |
| 31-05-1931 | Lima   | Alianza Lima |  | 10:1    |  | Ciclista Lima                 | Campeonato Peruano de Fútbol de 1931 |
| 04-06-1931 | Lima   | Alianza Lima |  | 3:0     |  | Sportivo Unión                | Campeonato Peruano de Fútbol de 1931 |
| 14-06-1931 | Lima   | Alianza Lima |  | 3:1     |  | Unión Buenos Aires            | Campeonato Peruano de Fútbol de 1931 |
| 21-06-1931 | Lima   | Alianza Lima |  | W.O.    |  | Federación Universitaria      | Campeonato Peruano de Fútbol de 1931 |
| 28-06-1931 | Lima   | Alianza Lima |  | 5:1     |  | Atlético Chalaco              | Campeonato Peruano de Fútbol de 1931 |
| 05-07-1931 | Lima   | Alianza Lima |  | 4:0     |  | Sporting Tabaco               | Campeonato Peruano de Fútbol de 1931 |
| 19-06-1932 | Lima   | Alianza Lima |  | 7:0     |  | Sportivo Unión                | Campeonato Peruano de Fútbol de 1932 |
| 26-06-1932 | Lima   | Alianza Lima |  | 2:0     |  | Sportivo Tarapacá Ferrocarril | Campeonato Peruano de Fútbol de 1932 |
| 03-07-1932 | Lima   | Alianza Lima |  | 3:0     |  | Sport Progreso                | Campeonato Peruano de Fútbol de 1932 |
| 10-07-1932 | Lima   | Alianza Lima |  | 6:0     |  | Ciclista Lima                 | Campeonato Peruano de Fútbol de 1932 |
| 18-09-1932 | Lima   | Alianza Lima |  | 5:1     |  | Circolo Sportivo Italiano     | Campeonato Peruano de Fútbol de 1932 |
| 25-09-1932 | Lima   | Alianza Lima |  | 2:1     |  | Sporting Tabaco               | Campeonato Peruano de Fútbol de 1932 |
| 02-10-1932 | Lima   | Alianza Lima |  | 1:0     |  | Federación Universitaria      | Campeonato Peruano de Fútbol de 1932 |
| 18-06-1933 | Lima   | Alianza Lima |  | 3:2     |  | Sucre FBC                     | Campeonato Peruano de Fútbol de 1933 |
| 25-06-1933 | Lima   | Alianza Lima |  | 5:2     |  | Sport Progreso                | Campeonato Peruano de Fútbol de 1933 |
| 02-07-1933 | Lima   | Alianza Lima |  | 4:1     |  | Sportivo Tarapacá Ferrocarril | Campeonato Peruano de Fútbol de 1933 |
| 09-07-1933 | Lima   | Alianza Lima |  | 5:1     |  | Sport Boys                    | Campeonato Peruano de Fútbol de 1933 |
| 16-07-1933 | Lima   | Alianza Lima |  | 2:0     |  | Circolo Sportivo Italiano     | Campeonato Peruano de Fútbol de 1933 |
| 13-08-1933 | Lima   | Alianza Lima |  | 5:2     |  | Ciclista Lima                 | Campeonato Peruano de Fútbol de 1933 |
| 15-08-1933 | Lima   | Alianza Lima |  | 8:1     |  | Sportivo Unión                | Campeonato Peruano de Fútbol de 1933 |
| 20-08-1933 | Lima   | Alianza Lima |  | 2:1     |  | Sporting Tabaco               | Campeonato Peruano de Fútbol de 1933 |
| 27-08-1933 | Lima   | Alianza Lima |  | 2:2     |  | Universitario de Deportes     | Campeonato Peruano de Fútbol de 1933 |
| 16-09-1934 | Lima   | Alianza Lima |  | 2:1     |  | Sporting Tabaco               | Campeonato Peruano de Fútbol de 1934 |